# Kandidatura Slovenije za nestalno članico v Varnostnem svetu Združenih narodov (2024–2025)
Kandidatura Slovenije za nestalno članico v Varnostnem svetu Združenih narodov (2024–2025) je bila kandidatura Republike Slovenije za mesto nestalne članice v Varnostnem svetu Organizacije združenih narodov za obdobje od 1. januarja 2024 do 31. decembra 2025. Kandidaturo je Slovenija najavila decembra 2021, za nestalno članico pa je bila izvoljena 6. junija 2023.
Isti dan so bile izvoljene še Južna Koreja (180 glasov), Sierra Leone (188 glasov), Gvajana (191 glasov) in Alžirija (184 glasov). Te v svojih skupinah niso imele konkurentov, vendar so morale vseeno osvojiti vsaj dve tretjini vseh glasov. Svoj mandat bodo 31. decembra zaključili Albanija, Brazilija, Gabon, Gana in Združeni arabski emirati. Venezuela zaradi neplačanih obveznosti ni smela glasovati.

## Dogajanje
Slovenija je leta 2017 oddala namero kandidature za nestalno članico Varnostnega sveta OZN za mandatno obdobje 2042–2043. 9. decembra 2021 pa je 14. vlada Republike Slovenije sporočila, da bo Slovenija kandidirala za obdobje 2024–2025. Sklep o vložitvi kandidature je vlada sprejela na predlog Ministrstva za zunanje zadeve Republike Slovenije, obravnaval ga je tudi Odbor Državnega zbora Republike Slovenije za zunanjo politiko.
Po koncu mandata zunanjega ministra Anžeta Logarja je z vodenjem kandidature nadaljevala ministrica Tanja Fajon. Ta je med drugim imenovala posebnega odposlanca za kandidaturo, Franca Buta. Slovenija je okrepila svojo prisotnost v Afriki, kjer je bila poprej šibko zastopana. Edino veleposlaništvo na afriški celini je bilo v Kairu. Povečala se je tudi prisotnost Slovenije na mednarodnih forumih in panelih. Slovenija je proti koncu kampanje večkrat izrazila pozitivno naravnanost glede števila obljubljenih glasov, a je diplomacija zaradi tajnega glasovanja ostala »previdno optimistična«.
Glasovanje v Generalni skupščini Organizacije združenih narodov je potekalo v torek, 6. junija 2023. Slovenija je na tajnih volitvah v prvem krogu prejela 153 glasov od potrebnih 128, protikandidatka Belorusija pa 38. V slovenski delegaciji v New Yorku so bili prisotni zunanja ministrica Tanja Fajon, državni sekretar Samuel Žbogar, stalni predstavnik Slovenije pri OZN Boštjan Malovrh in posebni odposlanec za kandidaturo Franc But.

## Odzivi
Slovenija je kandidirala za eno prosto mesto v skupini vzhodnoevropskih držav, za katero je kandidaturo že v letu 2007 napovedala Republika Belorusija. Ta je zato odločitev Slovenije označila za politizirano. Beloruski stalni predstavnik pri OZN Valentin Ribakov je odločitev Slovenije označil za »kaznovanje Belorusije«.
Tomaž Zaniuk (Radio Študent) je izvolitev označil za predvsem notranjepolitični uspeh stranke SD in njene predsednice Tanje Fajon, ki jo je tedne prej rušil Jani Prednik, predsednik poslanske skupine njene stranke, ki je nezadovoljna zaradi monopola Svobode na liberalni sredini. Belorusijo je označil za lažjega konkurenta od Azerbajdžana, ki je Slovenijo premagal leta 2011.
Igor Mekina (Insajder.com) je Slovenijo označil za kandidatko zahoda, njeno izvolitev pa za dokaz velikega vpliva EU in ZDA v OZN, katerega številne članice so zelo majhne. Meni, da je ta diplomatski uspeh najbolj obžaloval Janez Janša.

### Pred izvolitvijo
Jure Požgan s Fakultete za družbene vede v Ljubljani (FDV) je prednost Slovenije pred Belorusijo videl v dejstvu, da je slednja podprla rusko invazijo na Ukrajino, prednost Belorusije pa v tem, da je bila ta nazadnje članica med letoma 1974 in 1975, da je kandidaturo napovedala dosti prej, da globalni Jug ukrajinsko vojno dojema kot evropsko in da je Belorusija kupovala glasove afriških držav. Marko Lovec s FDV je dejal, da vlada Janeza Janše ni natančno povedala, zakaj se je odločila za kandidaturo. Sam v tem vidi željo po zunanji potrditvi, političnem prestižu, pa tudi kontekst preusmerjanja slovenske zunanje politike stran od vzhoda. Prednost Slovenije je videl v ukrajinski vojni, ki je prikazala Belorusijo kot ruski satelit. Korist slovenskih državljanov se mu zdi vprašljiva zaradi omejene vloge Varnostnega sveta OZN, tako kot učinkovitost naših nenadnih obiskov iz pretežno belskega sveta. Menil je, da bi Fajonova morebitni poraz politično preživela, saj ne gre za eno od ključnih prioritet zunanje politike. Ana Bojinović Fenko s FDV je morebitno zmago označila kot pomembno za krepitev naše diplomacije in dostop do priložnosti, ki jih navadne članice nimajo.
Dimitrij Rupel je na portalu Nova 24TV pisal, da bi Slovenija morala kandidaturo prepustiti Ukrajini.